# Henri Victor Regnault
Henri Victor Regnault (21 Tháng 7 năm 1810 - 19 tháng 1 năm 1878) là một nhà hóa học và nhà vật lý người Pháp nổi tiếng với các phép đo cẩn thận của ông về tính chất nhiệt của khí. Ông nghiên cứu về nhiệt động lực học sớm và là cố vấn cho William Thomson vào cuối thập niên 1840.

## Tiểu sử
Ông sinh ra ở Aachen năm 1810, ông chuyển đến Paris vào năm lên tám, sau cái chết của cha mẹ. Ở đó, ông làm việc cho một công ty cho đến khi ông mười tám tuổi. Năm 1830, ông được nhận vào Trường Bách khoa Paris và năm 1832 ông tốt nghiệp.
Ông nghiên cứu dưới sự sự hướng dẫn của Justus von Liebig tại Giessen, Regnault đã chuyển sang lĩnh vực mới hóa học hữu cơ, ông tổng hợp một số hydrocarbon có chứa clo (vinyl chloride, polyvinyliden chloride, diclorometan) và ông được bổ nhiệm làm giáo sư hóa học tại Đại học Lyon. Năm 1840, ông được bổ nhiệm làm chủ tịch của Viện Hóa học của Trường Bách khoa Paris, và năm 1841 ông trở thành giáo sư Vật lý tại Collège de France.
Bắt đầu từ năm 1843, ông bắt đầu tổng hợp các bảng số liệu về tính chất hơi nước. Chúng được xuất bản vào năm 1847, và đã giúp ông nhận Huy chương Rumford của Hội Hoàng gia Luân Đôn và bổ nhiệm làm kỹ sư mỏ. Năm 1851, ông được bầu làm thành viên nước ngoài của Viện Hàn lâm Khoa học Hoàng gia Thụy Điển.
Tại Sèvres, ông tiếp tục nghiên cứu về tính chất nhiệt của vật chất. Ông đã thiết kế các nhiệt kế, hygromet, Hypsomet và calorimet và đo nhiệt dung của nhiều chất và độ giãn nở nhiệt của khí. Trong quá trình nghiên cứu, ông phát hiện ra rằng không phải tất cả các khí đều giãn nở khi nung nóng và định luật Boyle-Mariotte chỉ là một phép xấp xỉ, đặc biệt là ở nhiệt độ gần điểm sôi của chất.
Năm 1871, phòng thí nghiệm của ông tại Sèvres đã bị phá hủy và con trai Alex-Georges-Henri Regnault bị giết, là kết quả của Chiến tranh Pháp-Phổ. Năm 1872, ông nghỉ hưu và không bao giờ phục hồi từ những thiệt hại này.

## Di sản
Một miệng núi lửa trên mặt trăng được đặt tên theo Regnault và tên của ông là một trong số 72 tên ghi trên Tháp Eiffel. Một số người cho rằng biểu tượng R cho hằng số khí lý tưởng cũng được đặt theo tên của ông.